# Микены
Мике́ны (микенск. 𐀘𐀏𐀙𐀂 mu-ka-na-i, др.-греч. Μῠκῆναι и Μῠκἠνη, дор. Μῠκἠνᾱ, греч. Μυκήνες) — древний город в Арголиде, один из центров Микенской культуры, позднее — греческой цивилизации. Датируется вторым тысячелетием до н. э. Располагается в Пелопоннесе, 90 км по прямой к юго-западу от Афин рядом с деревней Микинес. В настоящее время — в руи́нах.

## Этимология названия
Павсаний сообщает нам несколько версий происхождения названия Микен. Персей после случайного убийства своего деда Акрисия получил во владение Аргос. В Аргосе Персей стыдился убийства своего деда и убедил Мегапенфа, царя Тиринфа, обменяться владениями. После этого Персей и основал Микены. По одной версии, Персей, проходя мимо места основания, потерял навершие (наконечник) ножен (др.-греч. μύκης) либо навершие рукоятки меча. Персей счёл это божественным знамением. По другой версии, Персей, томимый жаждой, нашёл в этом месте гриб (др.-греч. μύκης). Из гриба он выжал воду и та ему сильно понравилась, Персей решил назвать эту местность Микенами.
Павсаний также ссылается на Гомера. Гомер сравнивает Пенелопу с некой царевной Микеной.

Одиссея. Песнь II. Строки 117 - 122:

В разных она рукодельях искусна, но также и много

Хитростей знает, неслыханных в древние дни и ахейским

Жёнам прекраснокудрявым неведомых; что ни Алкмене

Древней, ни Тиро, ни пышно-венчанной царевне Микене

В ум не входило, то ныне увертливый ум Пенелопы

Нам ко вреду изобрёл; но её изобретенья тщетны;

В том же месте Павсаний пишет, что Гесиод в своих «Великих Эоях» называет Микену дочерью Инаха и женою Арестора. По преданию именно от неё произошло название Микен.

## История
По преданию, город построен Персеем. Здесь жили потомки Даная и переселившихся из Элиды амифаонидов, а затем и пелонидов, при которых сильно возвысившийся соседний Аргос подчинил себе Микены. Во времена Троянской войны (XII в. до н. э.) царь города Агамемнон вместе с братом, царём Спарты Менелаем, царём острова Итака Одиссеем и Ахиллесом принимал участие в осаде Трои. После возвращения домой после Троянской войны Агамемнон был убит женой Клитемнестрой и её любовником Эгисфом из-за приношения дочери Ифигении в жертву перед походом ахейцев на Трою. После возвращения гераклидов город стал приходить в упадок.
Микенцы участвовали в битве при Фермопилах, выставив 80 бойцов. Вместе с тиринфянами микенцы участвовали в битве при Платеях, вместе их было 400 воинов.
В эпоху Греко-Персидских войн город окончательно погиб в борьбе с аргосцами (468 г. до н. э.). Жители переселились в Клеоны, Керинию, Ахайю и к царю Александру Македонскому. По словам Страбона, в его время не оставалось и следов от города, но Павсаний описывает значительные остатки циклопической стены с Львиными Воротами, подземные Сокровищницы Атрея и его сыновей, могилы Атрея и Агамемнона.
Согласно археологическим раскопкам и изучению документов того времени, в 1450 г. до н. э. микенцы завоевали Крит и начали создавать колонии на берегах Эгейского моря, на островах Родос и Кипр. Торговля велась по всему Средиземноморью, в частности с Финикией, Египтом и Италией. Согласно мифологической традиции в XIII веке до н. э. Микены были сильнейшим государством материковой Греции и, возможно, их правители возглавляли конфедерацию пелопонесских царств, подобных микенскому. С этими представлениями согласуется и сооружение в этот период новой крепости в Микенах, чьи циклопические стены сохранились и по сей день. Однако около 1200 г. до н. э. большинство дворцовых центров Микенской цивилизации были последовательно разрушены. Жители Микен вынуждены были бежать в другие страны.

## Архитектура
Большая часть населения города жила вне крепости, у подножия холма. Раскопки, проведённые археологами, показали, что прежде, чем попасть в цитадель, нужно было миновать кладбище, находящееся вне стен города и жилые дома. Обнаруженные постройки в черте города показали, что в его пределах находился дворец, жилые помещения, храмовые сооружения, склады и шахтные гробницы, в которых хоронили представителей правящих династий. Как и большинство древних городов, Микены представляли собой хорошо укреплённую крепость и были построены на скалистом холме высотой около 280 метров. Город окружала выложенная из огромных глыб крепостная стена протяжённостью около 900 метров, шириной — не менее 6 метров, а высота местами превышала 7 метров, при этом вес некоторых каменных блоков превышал 10 тонн. Попасть в крепость можно было по вымощенной камнем дороге через Львиные ворота, ширина и глубина которых составляла около 3 метров.
Построили Львиные ворота в Микенах в XIII в. до н. э. во время расширения крепостной стены. Возвели их из трёх громадных, слегка обработанных известняковых глыб, а закрывали двумя деревянными створками (об этом свидетельствуют углубления, находящиеся внутри боковых стен). Верхняя горизонтальная перемычка была шире, чем столбы, на которые её положили — это было сделано для того, чтобы сверху можно было установить треугольной формы известняковую плиту-фронтон, с двумя изображёнными львами.
Барельеф, венчающий Львиные ворота, является гербом династии Атридов, которая правила городом в конце Бронзового века. Возможно герб был посвящён богине Потнии, являющейся покровительницей всех зверей. Львы эти развёрнуты друг к другу и, стоя на задних лапах, передними опираются на два находящихся алтаря, между которыми изображена колонна. Головы зверей до наших дней не сохранились, но тщательно изучив барельеф, учёные пришли к выводу, что изготовлены они были из другого материала (возможно, из слоновой кости) и, скорее всего, смотрели на людей, которые входили в цитадель через Львиные ворота.
Сразу за Львиными воротами дорога поднимается вверх, а затем с левой стороны упирается в лестницу, по которой можно было подняться во дворец, находившийся на вершине скалы (по оценкам специалистов, замок был построен в XIV в. до н. э., а некоторые найденные в нём фрагменты относятся к более раннему периоду). Лестница заканчивается в прямоугольном дворе, в который можно было попасть из тронного зала, минуя приёмную и портик с двумя колоннами. Тронный зал имел прямоугольную форму, его крышу поддерживали четыре колонны, а стены были украшены фресками с изображёнными на них боевыми колесницами, лошадьми и женщинами.
В доантичный период Микены были одним из крупных центров Микенской цивилизации, погибшей в результате Бронзового коллапса.

## Раскопки
- Археологи, проводившие раскопки в Микенах
- Генрих Шлиман
- Алан Уэйс
- Христос Цундас

В 1868 году Шлиман в качестве туриста посещает Микены. Основываясь на упоминаниях Павсания, Шлиман делает вывод, что гробницы микенских царей должны находиться внутри укреплений Микен. Он утверждал, что "сокровищницы", которые расположены в непосредственной близости или чуть дальше от Микенского акрополя не могут быть гробницами. После того как в 1873 году Шлиману турецкие власти запретили продолжать раскопки Трои, Шлиман обратил внимание на Микены. Несмотря на сложности, чинимые со стороны греческого правительства, уже в 1874 году Шлиману удалось обнаружить большой круг захоронений диаметром 27,5 метров. Эти захоронения располагались внутри крепостных стен. Именно они и были описаны Павсанием. Также Шлиманом были обнаружены ящиковые захоронения вблизи Микенского акрополя. В этих захоронениях была обнаружена минийская керамика. А. Дж. Б. Уэйс в период 1920—1923 годах обнаружил на этом же месте новые образцы керамики этого типа.
После смерти Шлимана греческий археолог Х. Цундас обнаружил остатки дворца на Микенском акрополе. Также были обнаружены подземный колодец в толще скалы с 96 крутыми ступенями и 60 камерных гробниц в нижнем городе. В этих гробницах были найдены глиняные сосуды, оружие, зеркала, гребни и различные фигурки, женские по большей части. Камерные гробницы указали своим строением и компоновкой на то, что так называемые "сокровищницы" также являются гробницами. 
В 1878 году греческий археолог П. Стаматакис расчистил "сокровищницу Атрея", расположенную южнее Микен.
Благодаря Уэйсу, было установлено, что шахтовые гробницы погребального круга А, обнаруженные Шлиманом, составляли часть более обширного некрополя. Изначально этот некрополь, как и более ранний погребальный круг B, находился снаружи акрополя. Позже (около 1250 г. до н. э.) акрополь дополнялся новыми стенами и погребальный круг А оказался внутри акрополя. Примерно в это же время были построены Львиные ворота. Также было установлено, что шахтовые гробницы в Микенах были современниками древнейших слоёв дворца, а "сокровищница Атрея" соответствует времени перестройки дворца и, следовательно, является одной из самых молодых из девяти купольных гробниц, расположенных поблизости Микенского акрополя. Раскопки в Микенах были прерваны Второй мировой войной.
В период с 1951 по 1953 гг. греческой археологической экспедицией под руководством И. Пападимитриу и Г. Милонаса был открыт могильный круг Б, состоящий из более чем 20 захоронений. Стало известно, что могильный круг Б старше могильного круга А второй половины XIII века до н. э. Сам могильный круг Б намного скромнее, чем могильный круг А и находится вне акрополя. В круге Б была найдена всего лишь одна погребальная маска и она была сделана из сплава золота и серебра. Сравнение могильных кругов А и Б показывает нам трансформацию погребальных сооружений. Среднеэлладские "ямные" и "ящиковые" могилы XVII века до н. э. с одним захоронением и одним или двумя погребальными сосудами минийского типа превратились в большие шахтовые гробницы шириной от 3 до 4 метров в диаметре и с приблизительно такой же глубиной. В последних были найдены золотые и серебряные кубки, украшения, оружие и керамика.
- Планы захоронений и внешний вид погребальных кругов
- План погребального круга А
- Вид погребального круга А
- Гробница внутри круга А
- План погребального круга Б
- Вид погребального круга Б
- Могила Ζʹ в погребальном круге Б

В 1952 году А. Дж. Б. Уэйс нашёл около 50 глиняных табличек с линейным письмом Б в нижнем городе Микен.
В период с 1968 по 1969 гг. в Микенах проводились раскопки под управлением лорда У. Тейлура.
Микенские гробницы
До постройки крепостей и городов микенцы хоронили своих царей в сложных построенных из огромных каменных плит и по форме напоминавших гигантские купола «купольных» гробницах — «толосах», которые пришли на смену микенским шахтовым (царским) гробницам. В одну из гробниц — сокровищницу Атрея — ведёт вход высотой почти в 6 метров, открывающий погребальную камеру: круглую в плане, 13 метров высотой и 14 шириной, с ульевидным сводом. Когда-то её стены украшали бронзовые позолоченные розетки. Одному царю принадлежали до 400 литейщиков бронзы и многие сотни рабов. Состоятельные микенцы высоко ценили золото, ввозимое из Египта. Искусные мастера делали из золота кубки, маски, цветы и украшения, инкрустировали золотом мечи и доспехи.
- Посмертная маска из электрума, шахтовая могила «Гамма»
- Типичное устройство гробниц (Сокровищница Атрея)
- Сокровищница Атрея
- Сокровищница Клитемнестры
- Гробница Эгисфа

## Галерея
- Карта окрестностей Микен
- План акрополя Микен
- План Микен
- Микены, макет цитадели
- Вид с высоты с севера
- Вид с гробницы Агамемнона на микенскую цитадель
- Микенский акрополь
- Развалины Микен
- Львиные ворота
- Северные ворота
- Развалины дворца